# Enno Littmann

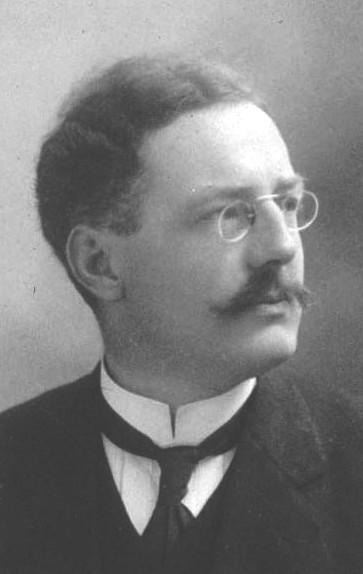
Enno Littmann, 1906

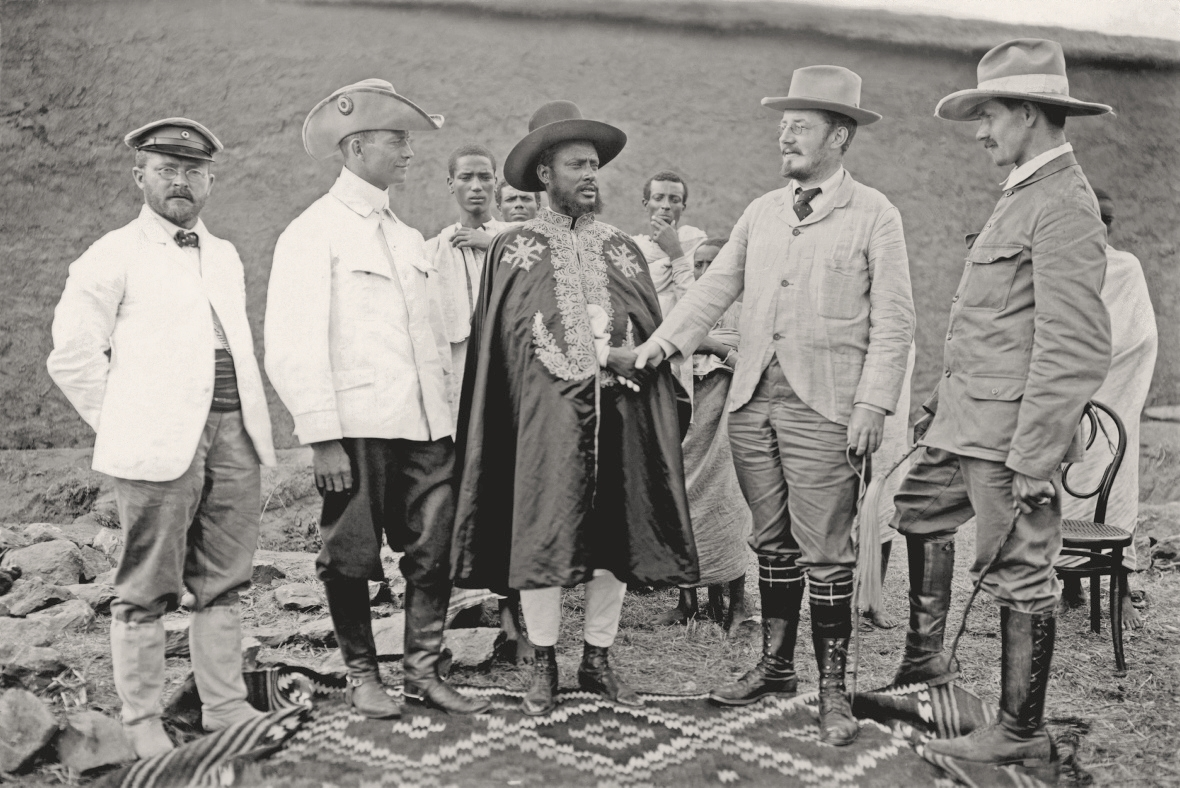
Enno Littmann in Aksum (2.v.r.), mit weiteren Teilnehmern der Deutschen Aksum-Expedition und Gouverneur Gebre Selassie, Februar 1906.

Ludwig Richard Enno Littmann (* 16. September 1875 in Oldenburg; † 4. Mai 1958 in Tübingen) war ein deutscher Orientalist, insbesondere Semitist, Äthiopist und Epigraphiker. Er leitete 1906 die deutsche Aksum-Expedition und war Professor an den Universitäten Straßburg (1906–14), Göttingen (1914–16), Bonn (1918–21) und Tübingen (1921–49). 

## Leben und Werk
Enno Littmann war der Sohn des Oldenburger Buchdruckereibesitzers Gustav Adolph Littmann (1829–1893) und dessen Ehefrau Sophie Jacoby (1843–1924). Bereits als Jugendlicher brachte er sich die arabische Sprache im Selbstunterricht bei. Littmann besuchte von 1885 bis 1894 das Gymnasium in Oldenburg und studierte anschließend Evangelische Theologie, Orientalistik, Germanistik, Anglistik und Klassische Philologie in Berlin bei August Dillmann (1823–1894), Greifswald und Halle (Saale). Im Frühjahr 1898 legte er sein Examen als „Oberlehrer“ für die Hauptfächer Religion und Hebräisch ab und wurde im Sommer desselben Jahres in orientalischer Philologie mit der Arbeit Das Verbum der Tigresprache in Abessinien (damals übliche Bezeichnung für Äthiopien) promoviert.
Im Wintersemester 1898/1899 vertiefte er seine Studien bei Theodor Nöldeke (1836–1930) in Straßburg. Nachdem er sich in Halle mit dem amerikanischen Klassischen Philologie-Studenten William Kelly Prentice (1871–1964), einem Absolventen der Princeton University, angefreundet hatte, entwickelte sich daraus eine nachhaltige Beziehung zu dieser Universität. Damit bekam er auch die Gelegenheit zusammen mit Prentice von 1899 bis 1900 an der ersten archäologischen Syrien-Expedition der Princeton University unter der Leitung des Archäologen Howard Crosby Butler (1872–1922) teilzunehmen. Im Jahr 1901 wurde er an die Princeton University berufen und gab bis 1904 Vorlesungen. Von 1904 bis 1905 beteiligte er sich mit Prentice auch an der zweiten Syrien-Expedition Butlers.
Nach seiner Rückkehr aus Syrien überzeugte Littmann den Universitätskurator Robert Garrett (1875–1961), den er bereits von der ersten Syrien-Expedition her kannte, eine Expedition der Princeton University nach Abessinien zu finanzieren. Littmann wollte Eritrea und Nordäthiopien bereisen um die dortigen Sprachen zu erforschen. Zudem hatte er vor, Ausgrabungen in Aksum durchzuführen und historische Manuskripte zu sammeln. Das Vorhaben wurde genehmigt. Im September 1905 begann die Expedition in Rom, unterstützt durch die italienischen Orientalisten Ignazio Guidi (1844–1935) und Carlo Conti Rossini (1872–1949). Im Oktober erreichten die Wissenschaftler die Hafenstadt Massaua in Eritrea.
Im Dezember 1905 brach Littmann die Expedition im Einvernehmen mit der Universität vorzeitig ab, da er 1906 eine unter der Schirmherrschaft Wilhelms II. stehende deutsche Äthiopien-Expedition leiten sollte, die ähnliche Ziele verfolgte. Zurück in Massaua übernahm er am 29. Dezember 1905 die Deutsche Aksum-Expedition. Nun nahm er die bereits geplanten ersten archäologischen Ausgrabungen in Aksum vor und widmete sich wie bereits für die Princeton-Expedition der weiteren Erforschung von Sprache und Kultur der Tigre in Eritrea. Littmanns Mitarbeiter waren die Bauforscher Daniel Krencker (1874–1941) und Theodor von Lüpke (1873–1961). Noch während der Expedition wurde er 1906 als Nachfolger Nöldekes zum ordentlichen Professor für Orientalistik nach Straßburg berufen.
Eine weitere Forschungsreise führte ihn 1913 zu der Ausgrabungsstätte in Sardes. Dort leitete Butler seit 1910 im Auftrag der Princeton University die archäologischen Untersuchungen. Littmann hatte die Aufgabe übernommen, die entdeckten lydischen Inschriften zu entziffern.
Im Jahr 1914 folgte der Ruf an die Universität Göttingen, 1917 nach Bonn und 1921 nach Tübingen, wo er bis zu seiner Emeritierung 1951 blieb. Littmann prägte das Fach Äthiopistik durch sein Wirken entscheidend. Bis zum Ausbruch des Ersten Weltkriegs 1914 und danach lehrte er auch als Gastdozent an der 1908 gegründeten Universität Kairo sowie an der 1938 gegründeten Universität Alexandria.
Littmann war Mitglied der Akademie der arabischen Sprache, wo er mehrfach als Gastdozent tätig war, und der wissenschaftlichen Akademien von Berlin, Göttingen, Mainz, Kopenhagen, Amsterdam, Brüssel, Rom, Paris und Wien. 1931 wurde er in den Pour le mérite für Wissenschaften und Künste aufgenommen und war von 1952 bis 1955 Kanzler des Ordens.
Er beherrschte Englisch, Französisch, Italienisch, Latein und Griechisch fließend, Hebräisch, Neupersisch, Türkisch und Arabisch bis in einzelne Dialekte sowie die in Äthiopien gesprochenen Sprachen Tigre, Amharisch, Altäthiopisch und Tigrinya.
Littmann hat als Erster die Erzählungen aus den Tausendundein Nächten vollständig aus dem Arabischen ins Deutsche übertragen. Seine Edition (sechs Bände mit fast 5.000 Seiten) erschien in den 1920er Jahren im Leipziger Insel Verlag, wurde von ihm bis zu seinem Tod immer wieder revidiert und ist bis heute im Buchhandel erhältlich. Seine Bibliographie umfasst mehr als 550 Einträge.
Littmann, dessen Fachgebiet den alten wie neuen Orient in seiner Gesamtheit (einschließlich Alt-Israels und des modernen Palästina) umfasste, gilt als der letzte „der großen europäischen Orientalisten“, dessen Lebenswerk nach Breite wie Tiefe unerreicht ist. In Addis Abeba war sein Andenken noch 50 Jahre nach der Aksum-Expedition so lebendig, dass anlässlich seines Todes auf Veranlassung des Kaisers Haile Selassie die Flaggen auf halbmast gesetzt wurden. In der Stadt Aksum wurde die Straße, die zur archäologischen Zone führt, nach ihm benannt.
Littmann war ab 1921 mit Elsa Nöldeke verheiratet, der Tochter des Hamburger Senators Arnold Nöldeke sowie Enkeltochter von Littmanns Straßburger Professor Theodor Nöldeke. Das Paar hatte zwei Töchter, darunter Gisela Littmann, die 1943 den Dermatologen Herbert Fischer heiratete.

## Nachlass

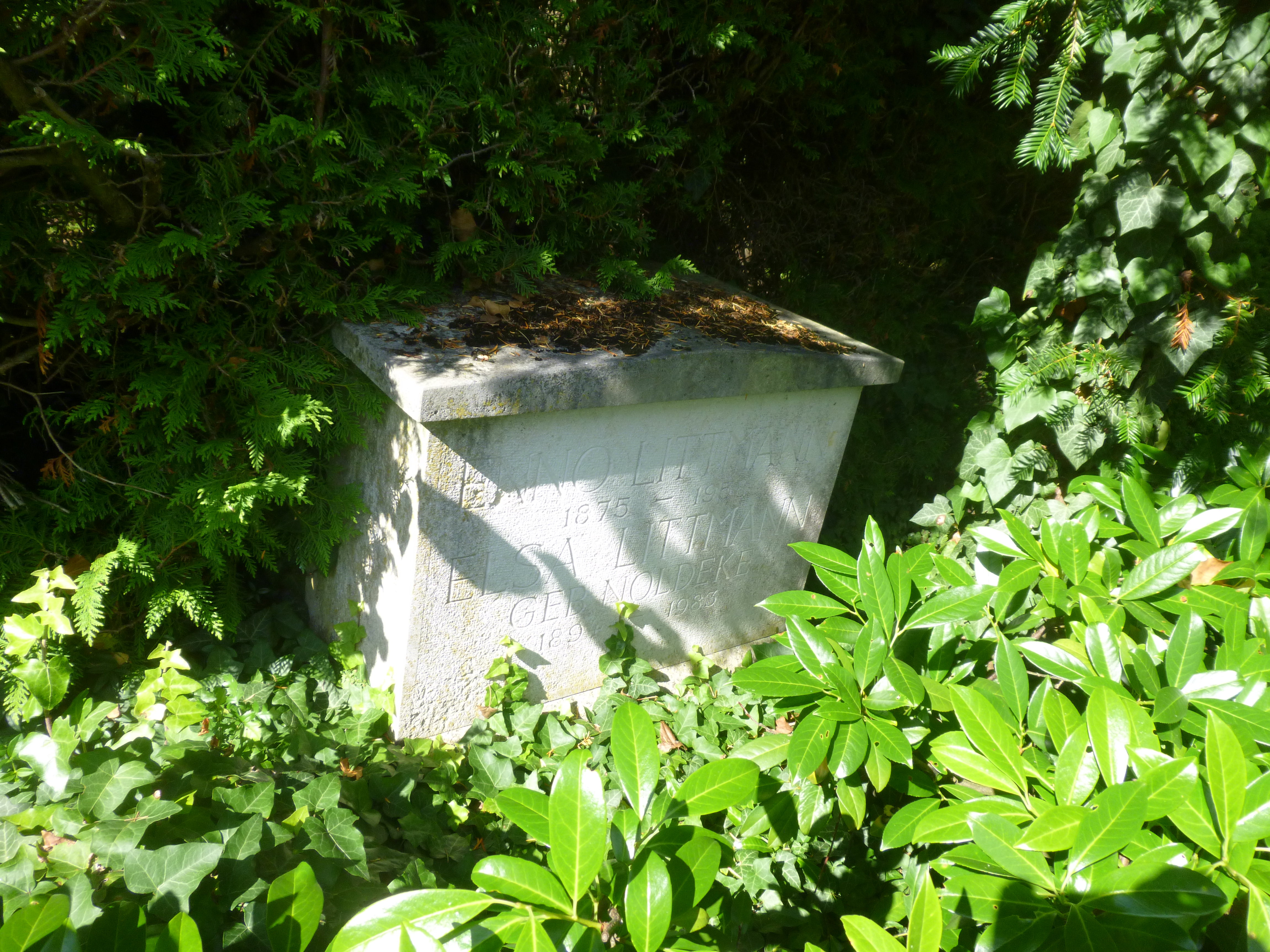
Grab auf dem Stadtfriedhof Tübingen

Der Nachlass von Enno Littmann befindet sich hauptsächlich in der Staatsbibliothek zu Berlin – Preußischer Kulturbesitz und im Archiv der Österreichischen Akademie der Wissenschaften in Wien. Der Bestand (zu Äthiopien und Eritrea) in Wien – aus dem Nachlass Maria Höfner – wurde erst in den Jahren 2009/10 von Hatem Elliesie (Freie Universität Berlin) systematisch erschlossen. Darüber hinaus bewahrt das Archiv der Berlin-Brandenburgischen Akademie der Wissenschaften ein Gros der Briefe und Postkarten Enno Littmanns an Eduard Meyer auf. Das Nachlassverzeichnis kann beim Archiv der Österreichischen Akademie der Wissenschaften angefordert werden. Einzelne Briefe und Dokumente werden außerdem in der Niedersächsischen Staats- und Universitätsbibliothek Göttingen aufbewahrt.

## Littmann-Konferenzen
2002 fand die nach ihm benannte I. Internationale Littmann-Konferenz zum Thema „Archäologie und Geschichte des Horns von Afrika“ am Völkerkundemuseum München statt (Veranstalter: Museumsdirektor Walter Raunig, Sudan-Archäologe Steffen Wenig). Im Januar 2006 fand die II. Internationale Littmann-Konferenz in Aksum in Tigray statt, exakt einhundert Jahre nach Ankunft der Deutschen Aksum-Expedition, mit einem Schwerpunkt auf Geschichte und Kultur Tigrays und die Arbeit der Deutschen Aksum-Expedition, unter dem Titel 100 Years German Aksum-Expedition (Veranstalter: Archäologe Steffen Wenig, Äthiopist Wolbert Smidt von der Forschungsstelle Äthiopistik, Hamburg, in Zusammenarbeit mit dem Goethe-Institut Addis Abeba). Die Straße, die am archäologisch bedeutenden Wasserreservoir May Shum vorbeiführt, wurde dabei nach Littmann benannt. Die III. Internationale Enno-Littmann Konferenz fand vom 1. bis 4. April 2009 an der Freien Universität Berlin, veranstaltet durch das Seminar für Semitistik und Arabistik (Rainer Voigt) in Kooperation mit dem Deutschen Orient-Institut in Beirut (Manfred Kropp), dem Deutschen Archäologischen Institut (Hans-Joachim Gehrke, Burkhard Vogt) und dem Orbis Aethiopicus (Raunig), statt.
Das Ziel der Tagungen ist, ausgehend von den breiten Forschungsinteressen Littmanns neue Forschungsergebnisse aus seinen Forschungsgebieten ebenso wie Studien zu Littmann und dessen Mitarbeitern zu präsentieren. Eine Besonderheit aller Tagungen ist, dass trotz der offiziellen Feindschaft zwischen den beiden Nachbarländern Wissenschaftler aus Äthiopien und Eritrea teilnehmen bzw. immer Themen aus beiden Ländern behandelt werden. Die Themengebiete umfassen die Archäologie Tigrays und Eritreas, das Kulturerbe der Region (einschließlich oraler Traditionen), äthiosemitische Sprachen wie Tigrinya (in Tigray/Äthiopien, wichtigste Sprache Eritreas) und Tigre (der zweitwichtigsten Sprache Eritreas), Arabisch, historischen Forschungen zu Nordostafrika, und, wahrscheinlich in Zukunft verstärkt, auch Forschungen zu arabischen Regionen. Ein weiterer Themenbereich seit Beginn der Tagungen ist die semitische Inschriftenkunde, die durch Littmann entscheidend gefördert wurde. Die Tagungen werden abwechselnd in Deutschland und Ländern des Orients, in denen Littmann tätig war (geplant sind Ägypten bzw. Eritrea) durchgeführt.

## Schriften (Auswahl)
- Eine amtliche Liste der Beduinenstämme des Ostjordanlandes. In: Zeitschrift des Deutschen Palästina-Vereins 24, 1901, S. 26–31
- Neuarabische Volkspoesie, gesammelt und übersetzt. Berlin 1902 (online bei Archive.org).
- Semitic Inscriptions. New York 1904 (= Publications of an American Archaeological Expedition to Syria in 1899–1900. Part 4). New York 1904 (online bei Archive.org).
- Deutsche Aksum-Expedition. Bd. 1, 3, 4. Reimer, Berlin 1913
- Semitic Inscriptions. Section A–D (= Syria. Publications of the Princeton University Archaeological Expedition to Syria in 1904–5 and 1909, Division IV). Brill, Leiden 1914–1949.
- Lydian Inscriptions, Part I (= Sardis VI 1). Brill, Leiden 1916 (Digitalisat).
- Die Erzählungen aus den Tausendundein Nächten. 6 Bände. Insel-Verlag, Leipzig 1922–1928, Neuausgabe Insel-Verlag, Frankfurt 2004, ISBN 3-458-34743-7
- Morgenländische Wörter im Deutschen. Berlin 1920; dsgl., 2. verm. u.verb. Auflage, Tübingen: Verlag J.C.B.Mohr, 1924
- Vom morgenländischen Floh. Dichtung und Wahrheit über den Floh bei Hebräern, Syriern, Arabern, Abessiniern und Türken. Leipzig 1925
- Aḥmed il-Bedawī (= Abhandlungen der Akademie der Wissenschaften und der Literatur. Geistes- und sozialwissenschaftliche Klasse. Jahrgang 1950, Band 3). Verlag der Wissenschaften und der Literatur in Mainz (in Kommission bei Franz Steiner Verlag, Wiesbaden).
- Islamisch-arabische Heiligenlieder (= Abhandlungen der Akademie der Wissenschaften und der Literatur. Geistes- und sozialwissenschaftliche Klasse. Jahrgang 1951, Band 2). Verlag der Wissenschaften und der Literatur in Mainz (in Kommission bei Franz Steiner Verlag, Wiesbaden).
- Lebensbilder aus der Feder von Enno Littmann und Verzeichnis seiner Schriften. Zum achzigsten Geburtstage am 16. September 1955, zusammengestellt von Rudi Paret und Anton Schall. Harrassowitz, Wiesbaden 1955.
- mit Maria Höfner: Wörterbuch der Tigre-Sprache. Wiesbaden 1962.
- Arabische Beduinenerzählungen. Olms, Hildesheim 2004, ISBN 3-487-12603-6.